# Kranvatten

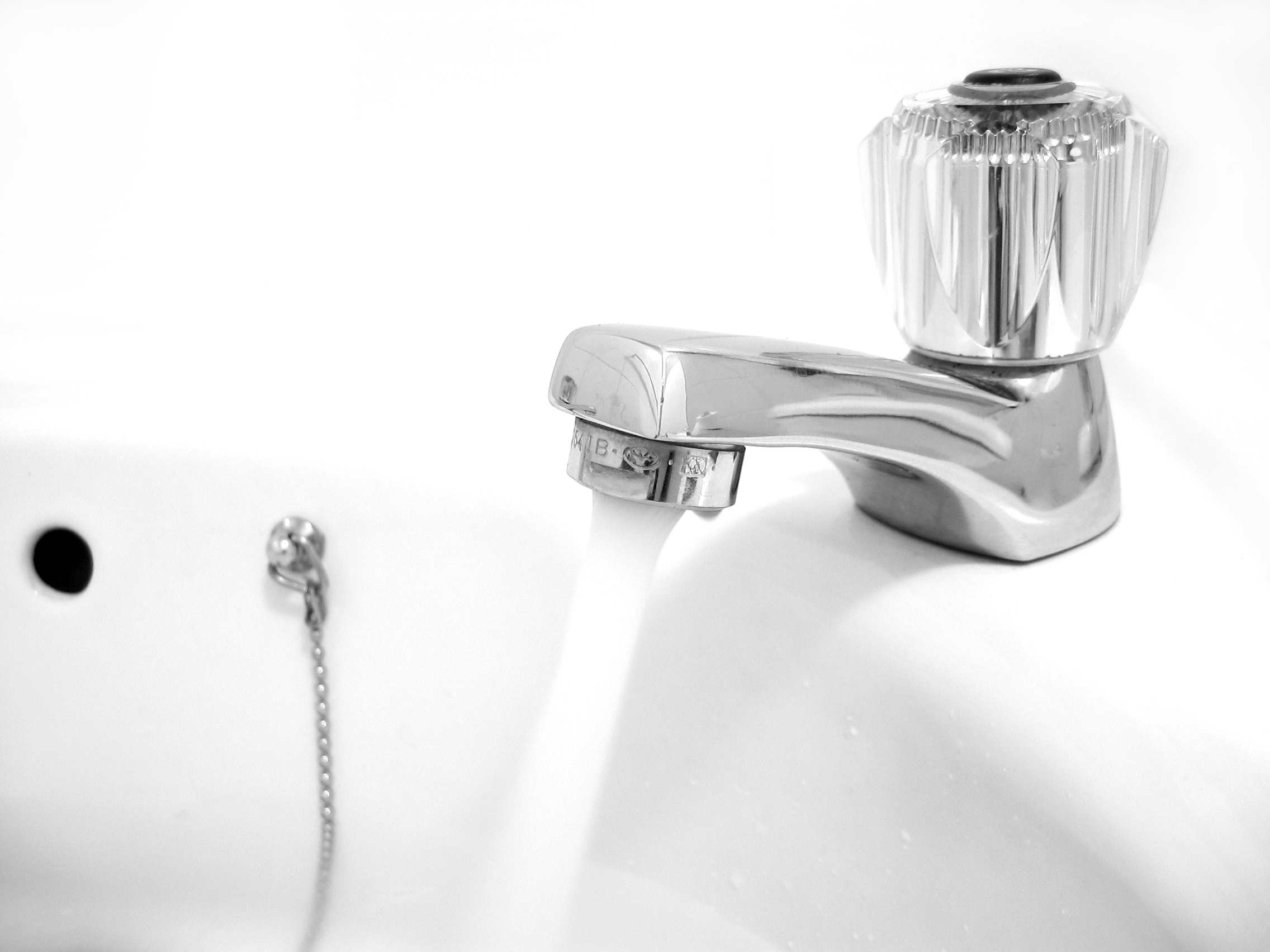
En vattenkran.

Kranvatten eller kommunalt vatten är vatten som transporteras i vattenledningssystem och är avsett att användas i hushåll som dricksvatten och för hygieniska ändamål, som handtvagning, disk, dusch och klädtvätt.

## Kallvatten
Kallvatten är det kranvatten som kommer ur kallvattenkranen och som inte värmts upp till tappvarmvatten. I Sverige kostar en liter kallvatten ungefär ett öre om man tappar det direkt ur kranen. Det låga priset beror på den goda tillgången på vatten. Vattenförsörjningen är reglerad i Lagen om allmänna vattentjänster.

## Varmvatten
Varmvatten, eller mer korrekt, tappvarmvatten, används normalt för hygien och är det vatten som kommer ur varmvattenkranen. Tappvarmvatten ska inte förväxlas med värmevatten som används i radiatorer. 
Tappvarmvatten bör ej drickas eller användas i matlagning. Det varma vattnet löser ut ohälsosamma mängder metaller ur varmvattenberedaren och ledningsystemet. Kalkrikt vatten oxiderar metaller ännu snabbare och därför avkalkar man ofta kallvatten som ska värmas. Kalkrikt vatten ger också kalkavlagringar vilket täpper till ledningsystemet.